# Royal Burgh

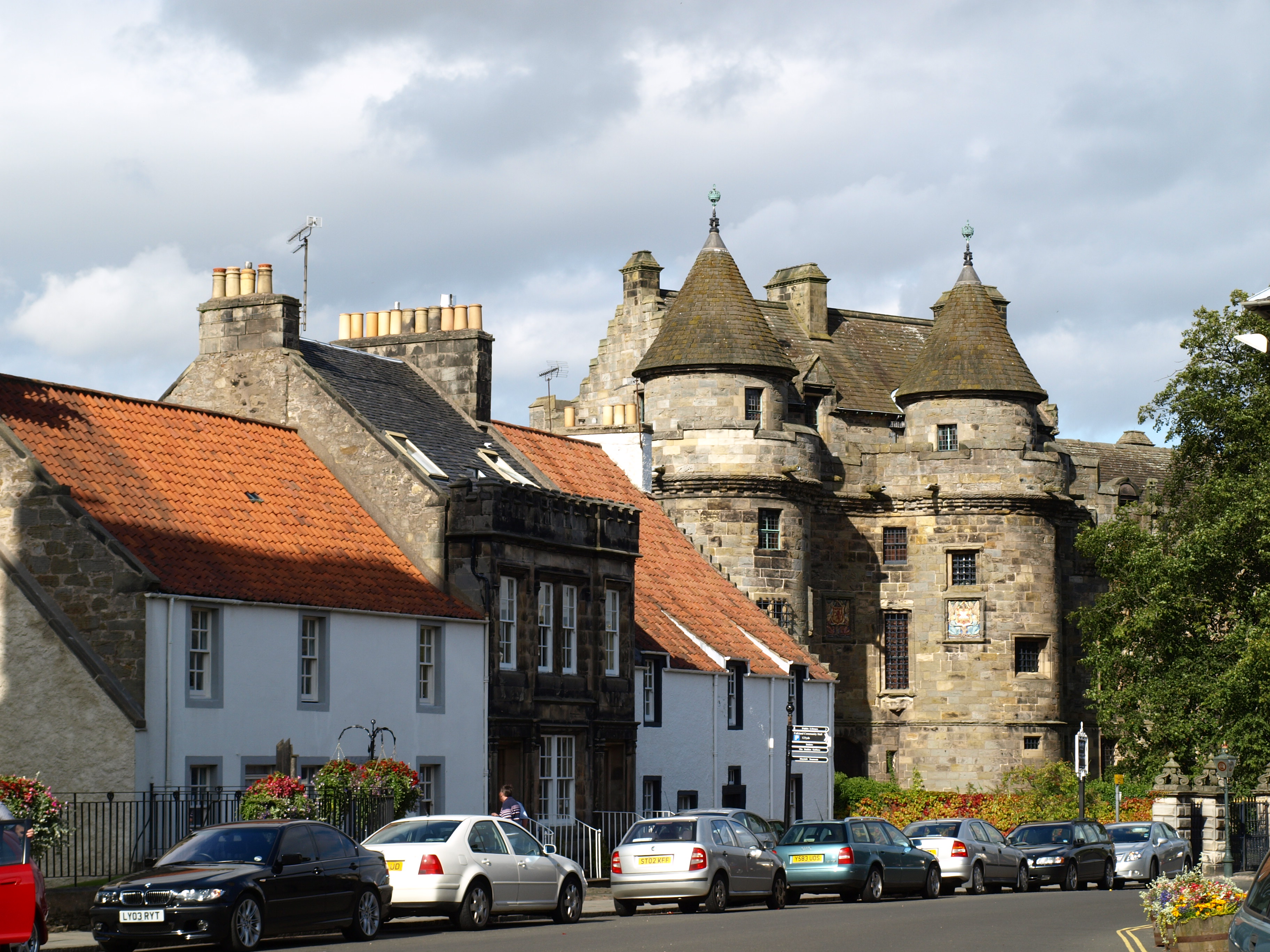
Falkland Royal Burgh in Fife, gegründet 1458

Ein Royal Burgh war eine schottische befestigte Gemeinde häufig unter dem Schutz einer Burg, die mittels einer Royal Charter entweder gegründet wurde oder sie nachträglich erhielt. Obwohl gesetzlich im Jahre 1975 abgeschafft, wird die Bezeichnung auch heute noch von früheren Royal Burghs verwendet.
Die meisten Royal Burghs wurden entweder von der schottischen Krone gegründet oder von anderen persönlichen Status wie Burgh of Barony heraufgestuft. Als eigenständige Formen von Burghs – ursprünglich unterschieden sie sich nur durch ihre Lage auf königlichem Grund von regulären Burghs – erhielten die Royal Burghs das Monopol auf internationalen Handel.
Die dem Burgh erteilten Privilegien waren in einer Charta niedergelegt und war damit den Stadtrechten vergleichbar. Jedes Royal Burgh (mit Ausnahme von vier inaktiven Burghs) war im schottischen Parlament vertreten und konnte Bailies mit Zuständigkeiten im Zivil- und Strafrecht bestellen. 1707 gab es 70 Royal Burghs.
Mit dem Royal Burghs Act 1833 wurde die Wahl der Stadträte reformiert. Das mit dem Reform Act 1832 gewährte aktive Wahlrecht berechtigte nun auch zur Wahl der Stadträte.

## Herkunft
Vor der Herrschaft von David I. (1124–1153) gab es in Schottland keine Städte. Am ehesten ähnelten die größeren bewohnten Gebiete im Umfeld von Klöstern wie Dunkeld oder St Andrews oder lokal bedeutenden Befestigungen dem heutigen Verständnis von Städten. Zumindest außerhalb von Lothian gab es verstreute Weiler und die Siedlungen waren mit kontinentaleuropäischen Ortschaften nicht vergleichbar. David I. gründete die ersten Burghs in Schottland, anfangs jedoch nur im mittelenglischsprechenden Gebiet um Lothian. Die frühesten Burghsgründungen waren Berwick und Roxburgh; beide wurden 1124 gegründet. Schon 1130 gab es Burghs auch in gälischen Kreisen (Stirling, Dunfermline, Perth und Scone) sowie in Edinburgh. Die Eroberung von Moray im selben Jahr führte zur Gründung von Burghs in Elgin und Forres. Bis 1210 gab es allein im schottischen Königreich 40 Burghs. Weitere Burghs entstanden während der schottischen Unabhängigkeitskriege.
Burghs waren damals eher von Ausländern als von Schotten oder Lothians bewohnt. Neben den vorherrschenden Flamen gab es Engländer, Franzosen und Deutsche. Der Wortschatz setzte sich aus deutschen oder französischen Wurzeln zusammen. Die Stadträte etwa waren als lie doussane bekannt, eine Bezeichnung für ein Dutzend.
Noch im 20. Jahrhundert wurden etwa Auchterarder (1951), Elie and Earlsferry (1930) oder Kilrenny, Anstruther Easter and Anstruther Wester zum Royal Burgh ernannt.

## Abschaffung und Status seit 1975
Die Rechte der Royal Burghs wurden bestätigt, wenn nicht sogar garantiert durch Artikel XXI des Unionsvertrags zwischen Schottland und England von 1707 (Treaty of Union between Scotland and England of 1707).
Offiziell wurden die Royal Burghs 1975 durch den Local Government (Scotland) Act 1973 abgeschafft. Die Städte werden heute teilweise als former royal burghs bezeichnet, etwa durch die Local Government Boundary Commission for Scotland.
Nach diversen Debatten im House of Commons seit den 1970ern haben etliche Gemeinderäte „Royal Burgh“ zum Namensbestandteil ihrer Stadt gemacht. Lord Lyon hat verschiedenen Royal Burghs die Benutzung des entsprechenden Wappens zugesichert.